# Zulfahmi Khairuddin
Muhammad Zulfahmi Khairuddin (Selangor, 20 ottobre 1991) è un pilota motociclistico malaysiano.

## Carriera
Esordisce nella classe 125 del motomondiale nel 2009, nel Gran Premio casalingo in qualità di wild card a bordo di una Yamaha YZR 125 del team Air Asia Team Malaysia, senza ottenere punti.
Nel 2010 diventa pilota titolare, ingaggiato dal team AirAsia - Sepang Int. Circuit con una Aprilia RSA 125; il compagno di squadra è Sturla Fagerhaug. Ottiene come miglior risultato quattro quindicesimi posti (Catalogna, Germania, Repubblica Ceca e Portogallo) e termina la stagione al 24º posto con 4 punti. Nel 2011 passa alla guida di una Derbi RSA 125 del team Airasia-Sic-Ajo. Ottiene come miglior risultato un settimo posto a Sepang nella pista di casa e termina la stagione al 18º posto con 30 punti.
Nel 2012 corre nello stesso team nella nuova classe Moto3, alla guida di una KTM M32. Il 20 ottobre 2012 ottiene la sua prima pole position sul circuito di casa di Sepang ma anche una pole position storica per la Malesia, Khairuddin è infatti il primo pilota malese a conquistare una pole in un campionato mondiale di motociclismo e in gara sfiora la vittoria all'ultimo giro chiudendo 2º,diventando così il primo pilota malese ad ottenere un podio nel motomondiale. Giunge terzo in Comunità Valenciana. Conclude la stagione al 7º posto con 128 punti.
Nel 2013 rimane nello stesso team, con compagni di squadra Luis Salom e Arthur Sissis. Ottiene come miglior risultato due sesti posti (Qatar e San Marino) e termina la stagione al 12º posto con 68 punti. In questa stagione è costretto a saltare il Gran Premio della Malesia per le fratture del polso destro e del quarto metacarpo della mano sinistra rimediate nel precedente GP d'Aragona.
Nel 2014 passa al team Ongetta-AirAsia, che gli affida una Honda NSF250R. Ottiene come miglior risultato due undicesimi posti (Francia e Italia) e termina la stagione al 20º posto con 19 punti. Nel 2015 passa al team Drive M7 SIC, alla guida di una KTM RC 250 GP; il compagno di squadra è Jakub Kornfeil. Il miglior risultato stagionale è un quinto posto in Giappone, totalizza 19 punti, piazzandosi ventitreesimo in classifica mondiale.
Nel 2016 si trasferisce nel campionato mondiale Supersport, alla guida di una Kawasaki ZX-6R del team Orelac Racing VerdNatura, il compagno di squadra è Nacho Calero. Chiude la stagione all'undicesimo posto con 56 punti ottenuti. Miglior risultato stagionale è il secondo posto ottenuto nel gran premio di casa sul circuito di Sepang.
Nel 2017 inizia la seconda stagione come pilota titolare nel mondiale Supersport, lo fa con lo stesso team, la stessa moto e lo stesso compagno di squadra della stagione precedente. Chiude la stagione al trentacinquesimo posto con sei punti ottenuti. Nel 2018 corre nella classe Moto2 del motomondiale, alla guida della Kalex del team SIC Racing. Alla vigilia del Gran Premio motociclistico di Francia annuncia il suo ritiro dalle competizioni, per dedicarsi al progetto Impianke-MotoGP. Il suo posto in squadra viene preso dal finlandese Niki Tuuli.

## Risultati in gara

### Motomondiale
| 2009 | Classe | Moto   |  |  |  |  |  |  |  |    |  |  |  |  |  |  |  |    |  |  |  | Punti | Pos. |
| ---- | ------ | ------ |  |  |  |  |  |  |  | -- |  |  |  |  |  |  |  | -- |  |  |  | ----- | ---- |
| 2009 | 125    | Yamaha |  |  |  |  |  |  |  | NE |  |  |  |  |  |  |  | 20 |  |  |  | 0     |      |

| 2010 | Classe | Moto    |    |    |    |    |     |    |    |    |    |    |     |     |    |    |    |    |    |    |  | Punti | Pos. |
| ---- | ------ | ------- | -- | -- | -- | -- | --- | -- | -- | -- | -- | -- | --- | --- | -- | -- | -- | -- | -- | -- |  | ----- | ---- |
| 2010 | 125    | Aprilia | 21 | 20 | 25 | 21 | Rit | 22 | 15 | 15 | NE | 15 | Rit | Rit | 16 | 19 | 16 | NQ | 15 | 20 |  | 4     | 24º  |

| 2011 | Classe | Moto  |    |    |    |    |     |    |    |    |    |    |   |    |    |     |    |    |   |    |  | Punti | Pos. |
| ---- | ------ | ----- | -- | -- | -- | -- | --- | -- | -- | -- | -- | -- | - | -- | -- | --- | -- | -- | - | -- |  | ----- | ---- |
| 2011 | 125    | Derbi | 19 | 10 | 11 | 19 | Rit | 18 | 14 | 18 | 24 | NE | 9 | 19 | 27 | Rit | 15 | 20 | 7 | 25 |  | 30    | 18º  |

| 2012 | Classe | Moto |   |    |   |     |   |   |    |   |   |    |   |     |    |     |   |   |     |   |  | Punti | Pos. |
| ---- | ------ | ---- | - | -- | - | --- | - | - | -- | - | - | -- | - | --- | -- | --- | - | - | --- | - |  | ----- | ---- |
| 2012 | Moto3  | KTM  | 6 | 10 | 4 | Rit | 8 | 9 | 11 | 6 | 9 | NE | 6 | Rit | 11 | Rit | 5 | 2 | Rit | 3 |  | 128   | 7º   |

| 2013 | Classe | Moto |   |   |   |     |    |   |    |    |    |   |    |    |   |     |    |    |     |    |  | Punti | Pos. |
| ---- | ------ | ---- | - | - | - | --- | -- | - | -- | -- | -- | - | -- | -- | - | --- | -- | -- | --- | -- |  | ----- | ---- |
| 2013 | Moto3  | KTM  | 6 | 7 | 7 | Rit | 11 | 9 | 17 | 16 | NE | 7 | 15 | 20 | 6 | Rit | NP | 11 | Rit | 13 |  | 68    | 12º  |

| 2014 | Classe | Moto  |    |    |    |    |    |    |    |    |     |    |    |    |    |    |    |     |     |    |  | Punti | Pos. |
| ---- | ------ | ----- | -- | -- | -- | -- | -- | -- | -- | -- | --- | -- | -- | -- | -- | -- | -- | --- | --- | -- |  | ----- | ---- |
| 2014 | Moto3  | Honda | 18 | 17 | 15 | 20 | 11 | 11 | 16 | 14 | Rit | 15 | 22 | 18 | 14 | 15 | 14 | Rit | Rit | 19 |  | 19    | 20º  |

| 2015 | Classe | Moto |    |    |    |    |    |    |    |     |    |    |    |    |     |     |   |    |     |    |  | Punti | Pos. |
| ---- | ------ | ---- | -- | -- | -- | -- | -- | -- | -- | --- | -- | -- | -- | -- | --- | --- | - | -- | --- | -- |  | ----- | ---- |
| 2015 | Moto3  | KTM  | 28 | 20 | 20 | 26 | 14 | 26 | 24 | Rit | 19 | 25 | 22 | 14 | Rit | Rit | 5 | 12 | Rit | 17 |  | 19    | 23º  |

| 2018 | Classe | Moto  |    |    |    |     |  |  |  |  |  |  |  |  |  |  |  |  |  |  |  | Punti | Pos. |
| ---- | ------ | ----- | -- | -- | -- | --- |  |  |  |  |  |  |  |  |  |  |  |  |  |  |  | ----- | ---- |
| 2018 | Moto2  | Kalex | 28 | 26 | 27 | Rit |  |  |  |  |  |  |  |  |  |  |  |  |  |  |  | 0     |      |

| Legenda | 1º posto        | 2º posto            | 3º posto            | A punti      | Senza punti        | Grassetto – Pole position Corsivo – Giro più veloce |
| Legenda | Gara non valida | Non qual./Non part. | Ritirato/Non class. | Squalificato | '-' Dato non disp. | Grassetto – Pole position Corsivo – Giro più veloce |

### Campionato mondiale Supersport
| 2016 | Moto     |    |   |   |    |    |   |    |     |    |    |    |   |  |  | Punti | Pos. |
| ---- | -------- | -- | - | - | -- | -- | - | -- | --- | -- | -- | -- | - |  |  | ----- | ---- |
| 2016 | Kawasaki | 13 | 7 | 8 | 20 | 25 | 2 | 20 | Rit | 22 | 10 | 15 | 7 |  |  | 56    | 11º  |

| 2017 | Moto     |    |     |    |     |     |    |     |    |    |    |    |    |  |  | Punti | Pos. |
| ---- | -------- | -- | --- | -- | --- | --- | -- | --- | -- | -- | -- | -- | -- |  |  | ----- | ---- |
| 2017 | Kawasaki | 12 | Rit | 14 | Rit | Rit | 20 | Rit | 19 | 17 | 19 | 19 | 19 |  |  | 6     | 35º  |

| Legenda | 1º posto        | 2º posto            | 3º posto           | A punti      | Senza punti        | Grassetto – Pole position Corsivo – Giro più veloce |
| Legenda | Gara non valida | Non qual./Non part. | Ritirato/Non class | Squalificato | '-' Dato non disp. | Grassetto – Pole position Corsivo – Giro più veloce |